# Margo Voets
Margo Voets (10 september 1995) is een Belgisch voormalig volleybalster. 

## Levensloop
Voets was actief bij Mortsel VC. Op 18-jarige leeftijd maakte ze de overstap naar Hermes Volley Oostende. Na een seizoen bij deze club ging ze aan de slag bij VC Oudegem en vanaf 2018-'19 bij Asterix Avo Beveren. Met deze club won ze dat seizoen zowel de landstitel als de Supercup. Hierop aansluitend kwam ze uit voor VT Lendelede.
Daarnaast was ze actief bij het Belgisch volleybalteam. Zo nam ze onder meer deel aan het kwalificatietornooi voor het WK van 2017.